# Hagen (nome)
Hagen  è un nome proprio di persona tedesco maschile.

## Origine e diffusione
Deriva dal nome germanico Hagano, basato sull'elemento hagan che significa "recinto", "spazio chiuso"; ha quindi lo stesso significato del nome femminile Gerd. Il nome è portato da un personaggio del Nibelungenlied.
Va notato che Hagen coincide anche con la forma danese del nome Håkon.

## Onomastico
Il nome non è portato da alcun santo, quindi è adespota, e l'onomastico ricade il 1º novembre in occasione di Ognissanti.

## Persone
- Hagen Kleinert, fisico tedesco

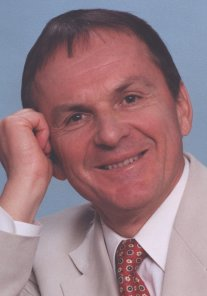
Hagen Kleinert

- Hagen Koch, militare e cartografo tedesco
- Hagen Patscheider, sciatore alpino italiano
- Hagen Stamm, pallanuotista tedesco

## Il nome nelle arti
- Hagen Ritter è un personaggio della soap opera La strada per la felicità.